# نشان ملی چین
نشان ملی چین با نام رسمی نشان ملی جمهوری خلق چین، شامل نمایه‌ای از دروازه تیان‌آنمن، دروازه ورودی به شهر ممنوعه، در یک دایره سرخ است (مائو در سال ۱۹۴۹ میلادی در دروازه تیان‌آنمن پایه‌گذاری جمهوری خلق چین را اعلام کرد). بالاتر از این نمایه پنج ستاره‌ای که در پرچم چین هستند قرار دارند. بزرگ‌ترین ستاره نمادی از حزب کمونیست چین است و چهار ستاره کوچکتر، چهار طبقه اجتماعی تعریف شده در مکتب مائوئیسم را نشان می‌دهند. این نشان به عنوان «تشکیل‌شده از الگوهای پرچم ملی» تعریف شده است: 
 … رنگ قرمز پرچم، نماد انقلاب و رنگ زرد ستاره‌ها نماد پرتوهای طلایی تابیده‌شده از سرزمین سرخ پهناور هستند. طراحی چهار ستاره کوچکتر از یک ستاره بزرگ‌تر نشان دهنده وحدت مردم چین تحت رهبری حزب کمونیست چین است.

 سالنامه چین سال ۲۰۰۴ میلادی 
 مرز بیرونی دایره سرخ، نشان‌گر خوشه‌های گندم و قسمت داخلی نماد خوشه‌های برنج هستند که با هم کارگران کشاورزی را نشان می‌دهند. قسمت میانی بخش پایین یک چرخ دنده است که نشان‌گر کارگران صنعتی است.
با توجه به شرح نشان ملی جمهوری خلق چین (中华人民共和国国徽图案说明)، این عناصر در کنار یکدیگر نشان‌گر مبارزات انقلابی مردم چین از زمان جنبش چهارم ماه مه و ائتلاف پرولتاریا است که موفق به تأسیس جمهوری خلق چین شد.

## نمادهای تاریخی

مهر امپراتوری سلسله چینگ
نشان جمهوری چین (۱۹۲۷-۱۹۱۲) و امپراتوری چین (۱۹۱۶-۱۹۱۵)
نشان جمهوری چین (۱۹۲۸ تا کنون)
نماد جمهوری شوروی چین (۱۹۳۷-۱۹۳۱)
نشان و مهر و موم مانچوکوئو (۱۹۴۵-۱۹۳۲)
نشان دولت مجدد جمهوری چین (۱۹۴۵-۱۹۴۰)
نشان جمهوری خلق چین (۱۹۵۰ تا کنون)